# Kim Min-jun (Fußballspieler, 2000)
Kim Min-jun (kor. 김민준; * 9. Januar 2000) ist ein südkoreanischer Fußballspieler.

## Karriere
Kim Min-jun erlernte das Fußballspielen in der Jugendmannschaft des Changnyeong Ttaogi FC sowie in der Schulmannschaft der Boin High School. Seinen ersten Profivertrag unterschrieb im Januar 2019 bei Shonan Bellmare. Der Verein aus Hiratsuka, einer Großstadt im Süden der japanischen Präfektur Kanagawa, spielte in der ersten japanischen Liga, der J1 League. Einen Monat nach Vertragsunterschrift wechselte er auf Leihbasis zum Fukushima United FC. Mit dem Verein aus Fukushima spielte er in der dritten Liga. Sein Drittligadebüt gab er am 19. Mai 2019 im Heimspiel gegen den AC Nagano Parceiro. Hier stand der Torwart in der Startelf und spielte die kompletten 90. Minuten. Für Fukushima absolvierte er bis Ende 2020 vier Drittligaspiele. Nach Vertragsende bei Shonan wechselte er im Februar 2021 nach Südkorea. Hier schloss er sich dem Gyeongnam FC an. Das Fußballfranchise aus Changwon spielte in der zweiten Liga des Landes, der K League 2.